# Catherine Duleep Singh
Catherine Hilda Duleep Singh, née le 27 octobre 1871 et décédée le 8 novembre 1942, est une princesse, la deuxième fille de Maharani Bamba (née Müller) et du Maharaja (Grand Roi) Sir Duleep Singh. Elle est également la petite-fille du Grand Roi Ranjit Singh, souverain de l’Empire sikh. Elle fait ses études en Angleterre et en 1894, elle est présentée à la Cour. Elle devient suffragiste avec ses sœurs, mais n’a pas participé au mouvement des suffragettes d’Emmeline Pankhurst contrairement à sa sœur Sophia.
Elle est la compagne romantique de la gouvernante Lina Schäfer et vécut avec elle en Allemagne de 1904 jusqu'à la mort de cette dernière en 1937. Elle demande dans son testament à être enterrée aux côtés de Lina Schäfer. Toutes deux ont joué un rôle déterminant en aidant de nombreuses familles juives à s'échapper d'Allemagne pendant la Seconde Guerre mondiale.
En juin 1997, son nom fait la une des journaux à la suite de la découverte d'un compte bancaire commun avec Lina Schäfer dormant dans une banque suisse. Après le rejet de plusieurs demandeurs, le contenu du compte bancaire est attribué par un tribunal suisse à la famille d'une secrétaire de sa sœur aînée Bamba au Pakistan.

## Biographie

### Famille et études

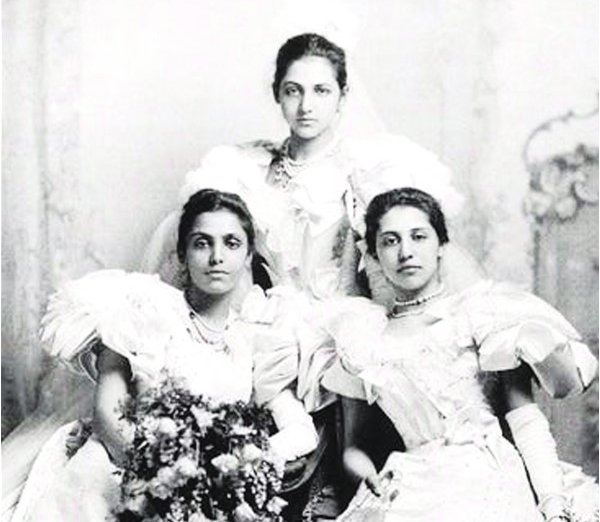
Catherine Duleep Singh au centre avec sa soeur aînée Bamba Sofia Jindan à gauche et Sophia Schäfer à droite

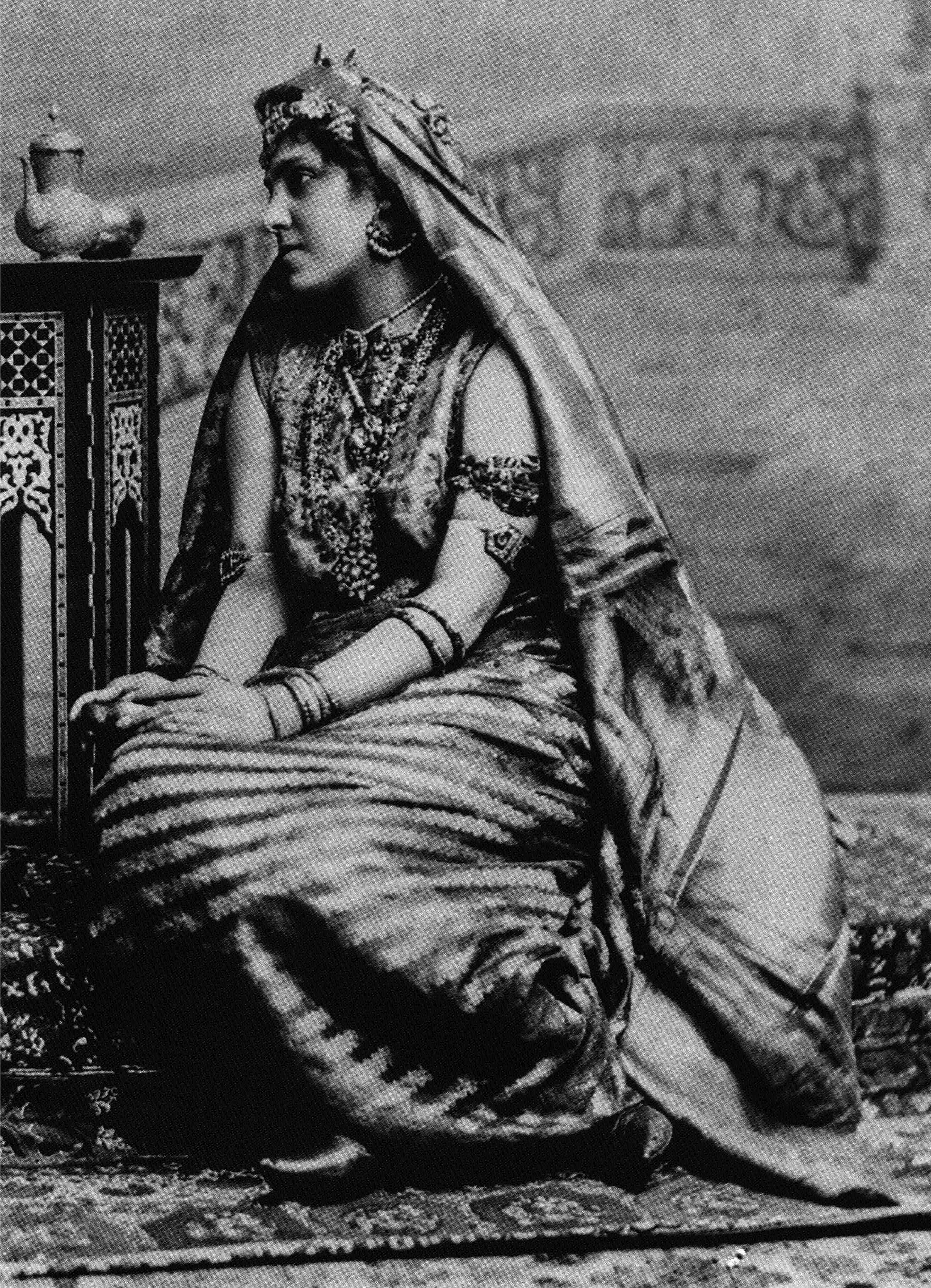
Princesse Catherine Hilda Duleep Singh (avant 1940)

Catherine Duleep Singh est née le 27 octobre 1871 à Elveden Hall, en Suffolk, en Angleterre. Elle est la deuxième fille de Bamba Müller (en) et de Dhulîp Singh, le dernier Maharaja de l'Empire sikh au Punjab, exilé par les Britanniques lorsqu'il avait 15 ans.
Elle a une sœur aînée Bamba Sofia Jindan (1869-1957), qui est le dernier membre de la famille à avoir dirigé l'Empire sikh au Punjab. Elle a aussi une sœur cadette Sophia Alexandra (1876-1948), trois frères – Victor Albert Jay (1866-1918), Frederick Victor (1868-1926) et Albert Edward Alexander (1879-1942) et deux demi-sœurs – Pauline Alexandra (1887-1941) et Ada Irene Beryl (1889-1926) par le deuxième mariage de son père avec Ada Douglas Wetherill. Sophia Alexandra est connue pour avoir été une suffragette active.
En 1886, son père tente de s'installer en Inde avec ses filles, mais il est finalement empêché d'entrer en Inde et contraint de revenir d'Aden. Catherine Duleep Singh et ses sœurs séjournent alors au 21 rue Clifton à Folkestone. Initialement, la reine Victoria souhaite les confier à Lady Login, mais sur les conseils du bureau de l'Inde à Londres, elles sont confiées aux soins d'Arthur Oliphant et son épouse. Le père d'Oliphant était connu pour avoir travaillé comme écuyer,. C'est à cette époque que la princesse est présentée à Madame Lina Schäfer, professeur d'allemand et gouvernante de Kassel, de douze ans son aînée. La Princesse développe alors un lien profond et intime avec Lina Schäfer qui dure jusqu'à la mort de cette dernière,.

### Suffragiste
Catherine Duleep Singh et sa sœur aînée Bamba font leurs études au Somerville College d'Oxford,. Durant cette période, elle reçoit des cours particuliers de violon et de chant. Elle suit également des cours de natation. Elle est considérée comme la plus jolie des trois sœurs ; elle et ses sœurs étaient des débutantes au palais de Buckingham en 1895, habillées de soie blanche à la mode. Comme sa sœur Sophia, Catherine Hilda Duleep Singh devient également suffragiste. Elle est membre du Fawcett Women's Suffrage Group et de l'Union nationale des sociétés de suffrage des femmes (NUWSS), également connues sous le nom de Suffragettes.
En 1903, elle fait une tournée en Inde, se rend dans sa maison ancestrale à Lahore et dans d'autres endroits comme Kashmir, Dalhousie, Simla et Amritsar. Elle visite aussi les États princiers de Kapurthala, Nabha, Jind et Patiala et interagit avec la royauté et la population locale. Après son retour d'Inde en mars 1904, elle vit en Europe avec son ancienne gouvernante Lina Schäfer en Forêt-Noire, à Kassel et à Dresde et rent visite à sa famille en Suisse.

### Résistante
Catherine Duleep Singh passe la majeure partie de sa vie adulte avec Lina Schäfer,. Avant la première guerre mondiale, elle vit avec Lina Schäfer en Allemagne au risque d'être traitée de traîtresse. Aucun membre de la famille ne semble s'opposer à cette relation,. Toutes deux ont aidé des connaissances juives à s'échapper d'Allemagne avant que la seconde guerre mondiale n'éclate et le décès de Lina Schäfer.
Cette dernière décède le 26 août 1938 à l'âge de 79 ans, laissant la Princesse profondément attristée. Après l’arrivée au pouvoir des nazis, sur les conseils du Dr. Fritz Ratig, son voisin et comptable, elle quitte l'Allemagne après s'être débarrassée de tous ses biens et s'installe en Angleterre en passant par la Suisse.

### Décès
Catherine Duleep Singh décède des suites d'une crise cardiaque le 8 novembre 1942 à Penn. Le soir de sa mort, elle et sa sœur Sophia assistent à une pièce de théâtre dans le village, dînent à Colehatch House et se retirent pour la nuit. Le lendemain matin, lorsque la femme de chambre qui s'occupe de Catherine Duleep Singh trouve sa chambre verrouillée, elle en informe Sophia qui se précipite et enfonce la porte trouvant sa sœur morte. Le médecin déclare que son décès dû à une insuffisance cardiaque. Sophia est inconsolable après la mort de sa sœur. Elle est la seule parente à assister à la crémation de Catherine Duleep Singh en raison de la Seconde Guerre mondiale. En mémoire de sa sœur, elle rebaptise la maison Colehatch « Hilden Hall », en y ajoutant le deuxième prénom de Catherine, Hilda, et scelle la pièce où elle est décédée.
À sa mort, la princesse laisse un testament daté de 1935 dans lequel elle déclare : « Moi, la princesse Catherine Hilda Duleep Singh, je désire être incinérée et mes cendres enterrées à Elveden dans le Suffolk. Je donne mes bijoux en or, mon long collier de perles et mes vêtements à mes sœurs la princesse Bamba Sofia Jindan Sutherland et la princesse Sophia Alexandra Duleep Singh ». Dans un codicille, elle demande également qu'un quart de ses cendres soit « inhumé le plus près possible du cercueil de mon amie Fräulein Lina Schäfer au cimetière principal de Kassel en Allemagne ». Cependant, il n'y a aucune mention d'un compte bancaire et d'un coffre-fort à son nom dans une banque suisse à Zurich, qui sont révélés au public plusieurs années plus tard.

## Héritage dans une banque suisse
En juillet 1997, un article paraît concernant une liste de plus de 5 000 comptes dormants dans des banques suisses, publiée par l'Association suisse des banquiers sur l'insistance des survivants de l'Holocauste. Cette liste contient le nom de la princesse avec l'adresse enregistrée comme « Duleep Singh, Catherine (princesse), dont on a entendu parler pour la dernière fois en 1942, vivant à Penn, Bucks », comme l'un des titulaires du compte. Ces comptes ne sont plus exploités depuis la fin de la Seconde Guerre mondiale,,.
Il y a un grand nombre de demandeurs sur le compte commun de la princesse avec sa gouvernante Lina Schäfer, du gouvernement indien et de parents au Pendjab et au Pakistan. Il n'y a aucun descendant direct vivant de la famille car aucun des enfants de Duleep Singh n'a eu de progéniture. Un tribunal de résolution des réclamations composé de trois membres est créé à Zurich pour traiter les réclamations[réf. souhaitée].
Au cours des trois années d'audience sur les réclamations des différentes parties retenues par le tribunal, la réclamation du gouvernement indien est considérée comme intenable car la princesse n'a gouverné aucun État princier et son compte bancaire est privé. Le tribunal rejette également toutes les réclamations de ses relations en Inde et en Europe. Le tribunal identifie ensuite la famille Supra (Supra est la gardienne et tutrice de la sœur de la princesse, Bamba. Comme Bamba est également sans enfant, elle lègue sa succession à Supra en 1942) au Pakistan qui ne revendique pas initialement ses droits, car la princesse Catherine désigne Bamba comme bénéficiaire dans son testament de 1935. Le tribunal rend ensuite sa sentence en faveur des « cinq fils vivants » de Supra – quatre au Pakistan et un en Inde – et les enfants de sa fille décédée pour recevoir une part égale des biens, outre les intérêts sur le montant. Les actifs totalisaient 137 323 francs suisses (Rs 39,8 lakh).